# Másodrendű nyomatékok listája
A következő táblázat egyes síkidomok másodrendű nyomatékainak a listája. A másodrendű nyomaték dimenziója hosszúság4, nem szabad összetéveszteni a tehetetlenségi nyomatékkal.
| Leírás | Ábra | Másodrendű nyomaték                                                             | Megjegyzés                                                                                                  | Forrás |
| --- | ---- | ------------------------------------------------------------------------------- | --- | ------ |
| teli kör {\displaystyle r\,} sugárral |      | {\displaystyle I_{s}={\frac {\pi D^{4}}{64}}\,}                                 | | [ 1 ]  |
| körgyűrű {\displaystyle r_{1}\,} belső és {\displaystyle r_{2}\,} külső sugárral                                                         |      | {\displaystyle I_{s}={\frac {\pi }{64}}\left({r_{2}}^{4}-{r_{1}}^{4}\right)}    | |        |
| körcikk {\displaystyle \theta \,} középponti szöggel radiánban és {\displaystyle r\,} sugárral a középponton átmenő vízszintes tengelyre |      | {\displaystyle I_{s}=\left(\theta -\sin \theta \right){\frac {r^{4}}{8}}\,}     | |        |
| félkör {\displaystyle r\,} sugárral súlyponti vízszintes tengelyre                                                                       |      | {\displaystyle I_{s}=\left({\frac {\pi }{8}}-{\frac {8}{9\pi }}\right)r^{4}\,}  | A súlypont távolsága az alaptól {\displaystyle {\frac {4r}{3\pi }}\,}                                       | [ 2 ]  |
| félkör az alapegyenesére |      | {\displaystyle I={\frac {\pi r^{4}}{8}}\,}                                      | | [ 2 ]  |
| félkör a függőleges szimmetriatengelyre                                                                                                  |      | {\displaystyle I_{0}={\frac {\pi r^{4}}{8}}\,}                                  | | [ 2 ]  |
| a negyedkör {\displaystyle r\,} sugárral                                                                                                 |      | {\displaystyle I={\frac {\pi r^{4}}{16}}\,}                                     | | [ 3 ]  |
| negyedkör mint fent, de a függőleges vagy vízszintes súlyponti tengelyre                                                                 |      | {\displaystyle I_{s}=\left({\frac {\pi }{16}}-{\frac {4}{9\pi }}\right)r^{4}\,} | A súlypont a vízszintes és függőleges egyenes oldaltól {\displaystyle {\frac {4r}{3\pi }}\,} távolságra van | [ 3 ]  |
| ellipszis {\displaystyle a\,} és {\displaystyle b\,} féltengelyekkel                                                                     |      | {\displaystyle I_{s}={\frac {\pi }{4}}ab^{3}\,}                                 | |        |
| téglalap {\displaystyle b\,} alappal és {\displaystyle h\,} magassággal                                                                  |      | {\displaystyle I_{s}={\frac {bh^{3}}{12}}\,}                                    | | [ 4 ]  |
| téglalap mint fenn, de az alapra |      | {\displaystyle I={\frac {bh^{3}}{3}}\,}                                         | | [ 4 ]  |
| háromszög {\displaystyle b\,} alappal és {\displaystyle h} magassággal súlyponti tengelyre                                               |      | {\displaystyle I_{s}={\frac {bh^{3}}{36}}\,}                                    | A súlypont az alaptól {\displaystyle {\frac {h}{3}}\,} távolságra van                                       | [ 5 ]  |
| háromszög az alapjára |      | {\displaystyle I={\frac {bh^{3}}{12}}\,}                                        | | [ 5 ]  |
| hatszög {\displaystyle a\,} oldalhosszúsággal                                                                                            |      | {\displaystyle I_{s}={\frac {5{\sqrt {3}}}{16}}a^{4}\,}                         | Az eredmény mind a vízszintes, mind a függőleges súlyponti tengelyre igaz                                   |        |